# Haida (яхта)
Haida — суперъяхта, построенная в 1929 году. На 2022 год корабль всё ещё находится в строю. Одна из старейших яхт в мире. Прошла ремонт в 2016—2018 годах. Проект был разработан нью-йоркским морским архитектурным бюро «Стивен и Кокс».
На корабле были сохранены оригинальные дизельные двигатели Krupp, возрастом более 80 лет.
Вместимость топливных баков — 150 тонн — позволяла совершать океанские переходы в 8 тысяч миль, от Сан-Франциско до Сингапура.
В разные годы своего существования носила имена Dona Amelia, Haida G, Rosenkavalier, Sarina, Argus.